# 2016年リオデジャネイロオリンピックのパラグアイ選手団
2016年リオデジャネイロオリンピックパラグアイ選手団は、2016年8月5日から8月21日にかけてブラジルのリオデジャネイロで開催された2016年リオデジャネイロオリンピックのパラグアイ選手団である。

## メダル
今大会のメダル獲得者はいない。

## 種目別選手

### 陸上
男子マラソン
- Derlis Ayala 136位

女子マラソン
- Carmen Martínez 115位

### ゴルフ
男子
- Fabrizio Zanotti 15位

女子
- Julieta Granada 44位

### ボート
男子シングルスカル
- Arturo Rivarola 24位

女子シングルスカル
- Gabriela Mosqueira 19位

### 射撃
男子個人ダブルトラップ
- Paulo Reichardt 予選敗退(22位)

### 卓球
男子シングルス
- マルセロ・アギーレ 1回戦敗退

### テニス
女子シングルス
- ベロニカ・セペデ・ロイグ 1回戦敗退